# Куба (приток Ошмы)
Куба — река в России, протекает в Тоншаевском районе Нижегородской области. Устье реки находится в 58 км по левому берегу реки Ошма. Длина реки составляет 20 км.
Исток реки у нежилой деревни Кондрашино к югу от села Вякшенер в 14 км к юго-востоку от посёлка Тоншаево. Река течёт на восток вдоль границы с Кировской областью по ненаселённому лесу. Притоки — Пинер, Кучундыш, Школенер (правые). Впадает в Ошму у деревни Ломина.

## Данные водного реестра
По данным государственного водного реестра России относится к Камскому бассейновому округу, водохозяйственный участок реки — Вятка от города Котельнич до водомерного поста посёлка городского типа Аркуль, речной подбассейн реки — Вятка. Речной бассейн реки — Кама.
Код объекта в государственном водном реестре — 10010300412111100036719.